# Institut culturel italien en Algérie
L'institut culturel italien en Algérie est l'une des branches administratives de l'Ambassade d'Italie en Algérie, il travaille à diffuser la culture italienne dans le pays. L'institut est basé à Alger.

## Objectifs
Ses objectifs sont :
- Diffusion et diffusion de la langue italienne[3],[4] ;
- Organiser des activités culturelles et artistiques telles que le cinéma, la musique, le théâtre et la danse, comme la Semaine culturelle italienne en Algérie[5] ;
- Soutenir et établir un partenariat entre les acteurs culturels algériens, tel que le partenariat du Festival international du film documentaire Sidi M'hamed Ben Ouda[6].

## Dirigeant
- 2020 - présent : Antonia Grande[7],[8],[9].